# Dorngewehr

Schnitt durch eine Vorderladerbüchse System Thouvenin

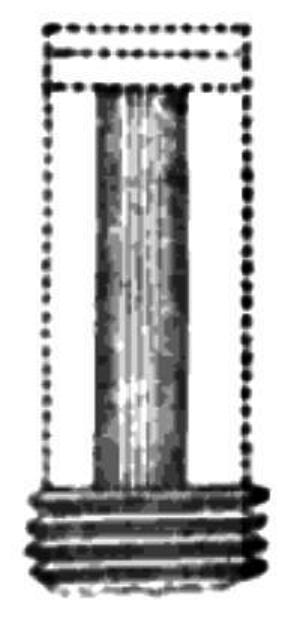
Kammerboden mit Dorn, System Thouvenin

Das Dorngewehr (französisch Carabine à tige) ist eine besondere Büchsenkonstruktion. Es handelt sich um ein Vorderladergewehr mit gezogenem Lauf.
Die Konstruktion wurde 1844 vom französischen Obersten Thouvenin, als eine Verbesserung des Systems von Henri Gustave Delvigne, vorgeschlagen. Das Langgeschoss wird mit dem Ladestock auf einem am Boden der Schwanzschraube angebrachten Stahldorn aufgetrieben. Dadurch vergrößert sich das Kaliber des Bleigeschosses, so dass es beim Schuss die Züge nimmt und dadurch in Rotation versetzt wird. Die Französische Armee führte dieses System im Jahre 1846 ein, gefolgt von Sardinien, Dänemark und Norwegen.
Die Konstruktion von Thouvenin war eine Verbesserung gegenüber Delvigne, aber auch sie funktionierte nicht zufriedenstellend. Zum einen wurde das Geschoss durch die Schläge mit dem Ladestock ungleichmäßig deformiert, was zu einer schlechten Präzision führte. Auch war es schwer, die Kammer um den Dorn zu reinigen, was Rost förderte. Der Rost, zusammen mit den hohen Temperaturen beim Abschuss und den wiederholten Schlägen des Ladestocks führten zu häufigen Brüchen des Dorns.
Als Adaption des Prinzips entwickelte Josef Scheinigg um 1860 den Scheinigg Dornrevolver in drei Ausführungen. Andere Hersteller von Dornrevolvern sind nicht bekannt.
Das Dorngewehr wurde ab 1849 durch das Miniégewehr mit Expansionsgeschossen verdrängt.